# Josef Ober
Josef Ober (* 26. Jänner 1958) ist ein österreichischer Politiker (ÖVP). Ober ist Bürgermeister von Feldbach und war von 2000 bis 2015 Abgeordneter zum Steiermärkischen Landtag.

## Ausbildung und Beruf
Obers Eltern waren Landwirte, die eine Kleinlandwirtschaft mit rund 5 ha Nutzfläche betrieben. Er selbst wurde als fünftes von sieben Kindern geboren, wobei er eine Zwillingsschwester hat. Er besuchte von 1964 bis 1973 die Volks- und Hauptschule und absolvierte danach von 1973 bis 1976 eine Maurerlehre. In der Folge bildete er sich zwischen 1978 und 1980 an der Bauhandwerkerschule weiter und absolvierte eine Ausbildung zum Baupolier. Er leistete zwischen 1980 und 1981 seinen Präsenzdienst in der „Von-der-Groeben-Kaserne“ in Feldbach ab und besuchte zwischen 1985 und 1988 die HTBLA für Hochbau. 1989 legte er die  Landesbaudienstprüfung ab und war fünf Jahre Sachverständiger für Katastrophenschäden. Zudem arbeitete er zwölf Jahre als Leiter der Straßenerhaltung für Bundes- und Landesstraßen der Bezirke Feldbach und Radkersburg. Ober trägt die Standesbezeichnung Ingenieur. Er ist der Obmann des Steirischen Vulkanlandes.

## Politik
Ober wurde 1989 Volksbürgermeister von Auersbach und 1991 Gemeindebundobmann für den Bezirk Feldbach. Zudem wurde er 1992 zum ÖAAB-Bezirksobmann von Feldbach gewählt. Er vertrat die ÖVP von 2000 bis 2015 im Steiermärkischen Landtag. Dort war er Sprecher für Abfall- und Abwasserwirtschaft im ÖVP-Landtagsklub. Seit der Gemeindestrukturreform 2015 ist er Bürgermeister der „Neuen Stadt Feldbach“.

## Auszeichnungen
- 2023: Verleihung des Berufstitels Professor[2]